# Sarah Schachner
Sarah Schachner (* 27. März 1988 in Philadelphia, USA) ist eine US-amerikanische Musikerin und Komponistin. Sie hat an verschiedenen Soundtracks für Film, Fernsehen und Videospiele gearbeitet.

## Leben
Schachner wuchs in den Vororten von Philadelphia auf. Mit fünf Jahren lernte sie Klavier spielen, ein wenig später Geige. Sie lernte weiterhin auf der Bratsche und dem Cello zu musizieren. Sie spielte sowohl mit ihrer Familie, im Orchester als auch in einer Jazz-Band.

## Musikalische Karriere

### Film
| Jahr | Title                            | Art der Mitwirkung          |
| ---- | -------------------------------- | --------------------------- |
| 2010 | Cool It                          | Komponistin                 |
| 2010 | She believes in fate             | Komponistin                 |
| 2011 | Remains of the Walking Dead      | Komponistin                 |
| 2011 | Remains: Road to Reno            | Komponistin                 |
| 2012 | The Expendables 2                | Arrangeurin des Soundtracks |
| 2012 | John dies at the End             | Komponistin                 |
| 2012 | Promesas                         | Komponistin                 |
| 2013 | UnHung Hero                      | Komponistin                 |
| 2013 | Die Unfassbaren – Now You See Me | Arrangeurin des Soundtracks |
| 2013 | Iron Man 3                       | Arrangeurin                 |
| 2015 | The Lazarus Effect               | Komponistin                 |
| 2016 | Die Unfassbaren 2                | Arrangeurin                 |
| 2022 | Prey                             | Komponistin                 |

### Videospiele
| Jahr | Titel                               |
| ---- | ----------------------------------- |
| 2011 | Call of Duty: Modern Warfare 3      |
| 2011 | Need for Speed: The Run             |
| 2012 | Far Cry 3                           |
| 2013 | Army of Two: The Devil’s Cartel     |
| 2013 | Assassin’s Creed IV: Black Flag     |
| 2014 | Assassin’s Creed Unity              |
| 2016 | Call of Duty: Infinite Warfare      |
| 2017 | Assassin’s Creed Origins            |
| 2019 | Anthem                              |
| 2019 | Call of Duty: Modern Warfare (2019) |
| 2020 | Assassin’s Creed Valhalla           |
| 2021 | Counter-Strike: Global Offensive    |
| 2022 | Call of Duty: Modern Warfare II     |